# 첫 변론
첫 변론은 정치인 박원순의 사망 사건에 대한 다큐멘터리이자 방영이 취소된 영화이다. 감독은 김대현이다.
2023년 7월에 개봉될 예정이었으나 이후 8월로 연기되었다가 상영금지 처분을 받았다.